# Kenaihalvøen
Kenaihalvøen (Dena'ina: Yaghenen) er en stor halvø, der stikker ud fra kysten af Southcentral Alaska. Navnet Kenai (/ˈkiːnaɪ/, KEE-ny)  er afledt af ordet "Kenaitze" eller "Kenaitze indianske Tribe", navnet på den indfødte Athabascan Alaskan stamme, Kahtnuht'ana Dena'ina ( "Mennesker langs Kahtnu (Kenaifloden)"), som historisk beboede området. De kaldte Kenai-halvøen Yaghanen ("det gode land").

## Geografi
Halvøen strækker sig omkring 240 km  sydvest fra Chugach-bjergene, syd for Anchorage. Den er adskilt fra fastlandet mod vest af Cook Inlet og mod øst af Prince William Sound. Det meste af halvøen er en del af Kenai Peninsula Borough. Indfødte grupper af Athabaskan og Alutiiq boede på halvøen i tusinder af år, før den russiske opdagelsesrejsednde Gerasim Izmailov blev den første europæer til at udforske og kortlægge området i 1789.
De gletscherdækkede Kenaibjerge, der rejser til godt 2.000 meter, og løber langs den sydøstlige rygrad af halvøen langs kysten af Alaskabugten. En stor del af området er inden for Kenai Fjords National Park. Den nordvestlige kyst langs Cook Inlet er fladere og sumpet, oversået med talrige små søer. Adskillige større søer strækker sig gennem det indre af halvøen, herunder Skilak-søen og Tustumena-søen. Floder omfatter Kenai-floden, berømt for sin laksebestand og dens biflod, den russiske flod, Kasilof-floden og Ankerfloden. Kachemak Bay, et lille indløb ud for det større Cook Inlet, strækker sig ind i halvøens sydvestlige ende, hvoraf meget er en del af Kachemak Bay State Park.
Kenai-halvøen har mange gletsjere i sine østlige og sydlige områder. Det er hjemsted for både Sargent Icefield og Harding Icefields og adskillige gletsjere, der løber ud  i dem.

## Byer og byer
Halvøen omfatter flere af de mest folkerige byer i det sydlige del af Alaska, herunder Seward ved Alaska-bugtens kyst, Soldotna, Kenai, Sterling og Cooper Landing langs Cook Inlet og Kenai River, og Homer langs Kachemak Bay, sammen med talrige mindre landsbyer og bygder.

## Transport
Homer markerer endestationen på det asfalterede motorvejssystem i Nordamerika og er en populær destination for rejsende, der er kørt til Alaska fra det Kontinentale USA. Seward er den sydlige endestation af Alaska Railroad. Lufthavne med regelmæssige ruteflyvninger er i Kenai og Homer, såvel som mindre almenlufthavne i Soldotna og Seward. Seward Highway forbinder Seward med Anchorage, og Sterling Highway er rygraden i Kenai Peninsula, der forbinder de større byer med Anchorage.

## Klima
Halvøens kystklima er relativt mildt med rigelig nedbør. Det er et af de få områder i Alaska, der giver mulighed for landbrug, med en vækstsæson, der er tilstrækkelig til at producere hø og flere andre afgrøder.

## Naturressourcer og økonomi
Halvøen har også naturgas-, olie- og kulforekomster samt rigeligt både kommercielt- og lystfiskeri. Turisme er en stor industri, sammen med udstyrs- og vejledningstjenester for jægere og fiskere. Kenai-halvøen er kendt som "Alaskas legeplads". Kenai National Wildlife Refuge omfatter omkring  7,770 km2 af halvøen.